# Cratere Lermontov
Lermontov  è un cratere sulla superficie di Mercurio: il cratere è dedicato al poeta e pittore russo Michail Jur'evič Lermontov .